# Josep Costa i Vila
Josep Costa i Vila (* 1953 in Granollers bei Barcelona) ist ein zeitgenössischer katalanischer Maler, dessen Malereien und Kollagen Menschen und Architektur in typischen Stadtszenen – beispielsweise in seinen Barcelona-Werken – in hochspezifischer Weise zusammenbringen. Diese Stadtbilder haben Costa i Vila in Spanien als Maler sehr bekannt gemacht. Costa i Vila lebt und arbeitet aktuell in Girona.

## Leben
Costa i Vila absolvierte zunächst von 1969 bis 1974 die Sant Jordi Kunstschule in Barcelona. Von 1974 bis 1977 besuchte er die Massana-Kunst-Akademie in Barcelona.
Die städtischen Szenen von Costa i Vila beschreiben das menschliche Sein sowohl als das kollektive als auch als das persönlich-individuelle Dasein. Seine Werke suggerieren einerseits die Ideen, die Gefühle, das Empfinden und die Träume der dargestellten Menschen. Andererseits lässt sich auch an diesen Menschen die Gefühlsdumpfheit und Gefühlslosigkeit in einer städtischen Umwelt festmachen. Diese Doppeldeutigkeit der menschlichen Daseinsform muss jeder Betrachter der Bilder von Costa i Vila aufnehmen, verarbeiten und damit eine Entfernung zu sich selbst etablieren, um dann die menschliche Frage anhand der Bilder selbst zu stellen. Die architektonische Umwelt stellt für Costa i Vila keinerlei Problem dar. Die Gebäudefassaden werden bildnerisch perfekt beschrieben. Zu den Menschen hingegen – ob individuell oder kollektiv dargestellt – sucht der Maler eine große bildnerische Distanz. Die Menschen – wie beispielsweise eine Einkäuferin oder ein Fahrradfahrer auf der Rambla in Barcelona – lösen sich in Farbreflexen auf oder entfernen sich in wegstrebenden Bewegungen aus dem Bild. Seine Sensibilität als Künstler sagt Costa i Vila, dass er sich nicht in Tatsachen einmischen darf, für die er selbst Zeuge oder in die er selbst zutiefst als Mensch verwickelt ist. Die umgebende Architektur und Kultur dagegen warnt in den Bildern: „Baue dein Leben auf einem soliden ordentlichen Fundament auf; du wirst so in die Harmonie, die der Geist verlangt, hineinwachsen.“ Costa i Vila stellt Stadt, Meer und Berge niemals in einer Konfrontation dar. Die Stadt als Trägerin der Kultur ist für Costa i Vila immer das Zentrum für den Menschen; aber ohne Natur gäbe es kein Leben und der menschliche Geist (auch der menschliche Geist in der Stadt) schließlich ist derjenige, der den transzendentalen Sinn von Welt und Leben mit sich bringt.